# Coleophora corymbosiella
Coleophora corymbosiella é uma espécie de mariposa do gênero Coleophora pertencente à família Coleophoridae.